# 234

## Decese
- 23 august: Zhuge Liang  (n. 181)